# Saint-Denis-Combarnazat
Saint-Denis-Combarnazat ist eine französische Gemeinde mit 315 Einwohnern (Stand: 1. Januar 2022) im Département Puy-de-Dôme in der Region Auvergne-Rhône-Alpes (vor 2016 Auvergne). Die Gemeinde gehört zum Arrondissement Riom und zum Kanton Maringues.

## Geografie
Saint-Denis-Combarnazat liegt etwa 19 Kilometer ostnordöstlich von Riom. An der nördlichen Gemeindegrenze verläuft der Fluss Buron. Umgeben wird Saint-Denis-Combarnazat von den Nachbargemeinden Randan im Norden, Beaumont-lès-Randan im Nordosten, Luzillat im Süden und Osten, Saint-André-le-Coq im Westen sowie Saint-Clément-de-Régnat im Nordwesten.

## Bevölkerungsentwicklung
| Jahr                       | 1962 | 1968 | 1975 | 1982 | 1990 | 1999 | 2006 | 2013 |
| Einwohner                  | 231  | 203  | 199  | 220  | 212  | 212  | 214  | 215  |
| Quellen: Cassini und INSEE |      |      |      |      |      |      |      |      |

## Kultur und Sehenswürdigkeiten
- Kirche Saint-Domnin in Saint-Denis, seit 2004 Monument historique
- Kirche Notre-Dame in Barnazat, seit 1962 Monument historique
- Wegekreuz in Barnazat, Monument historique seit 1960
- Haus Villemonteix, seit 1998 Monument historique

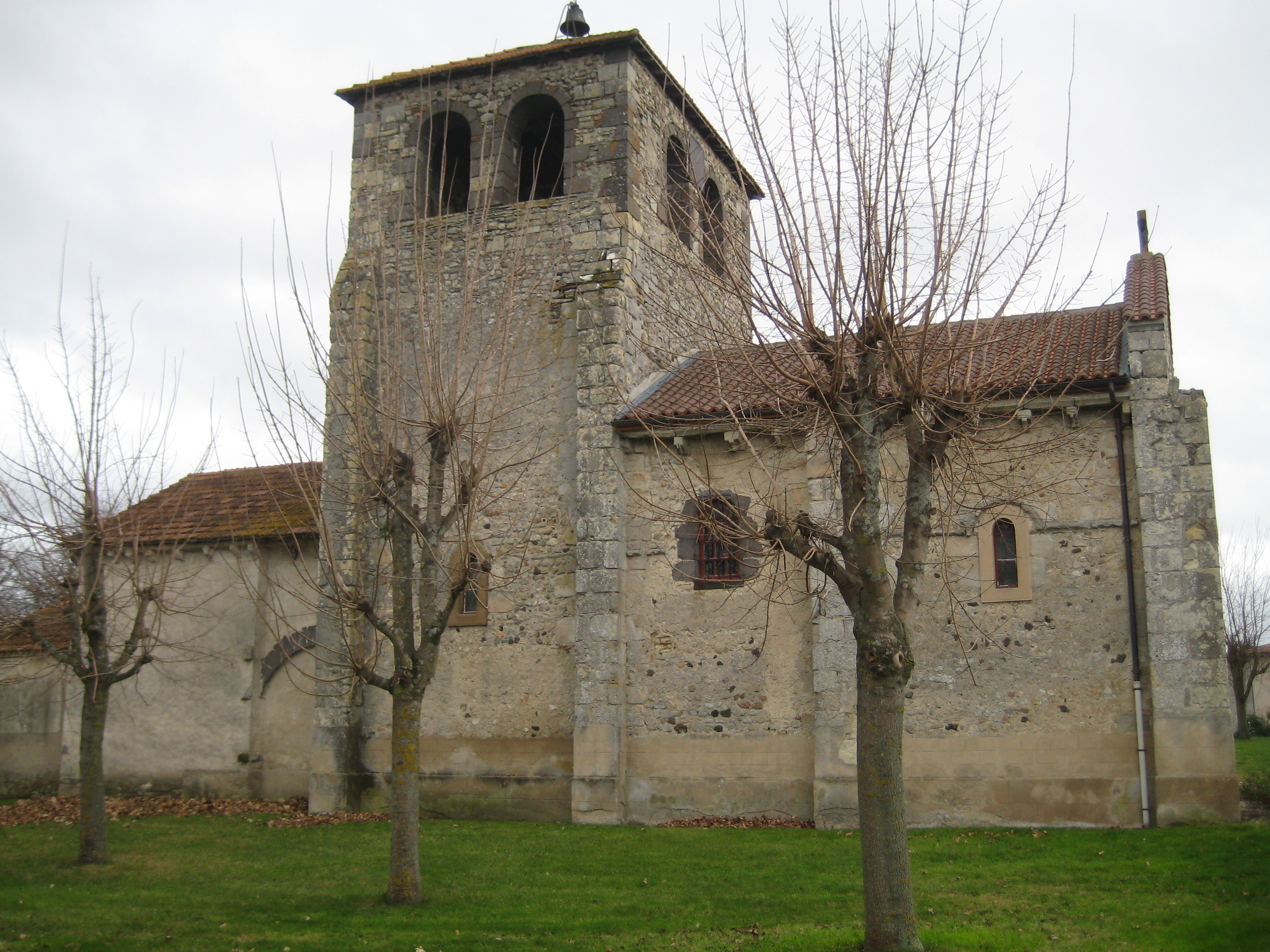
Kirche Saint-Domnin
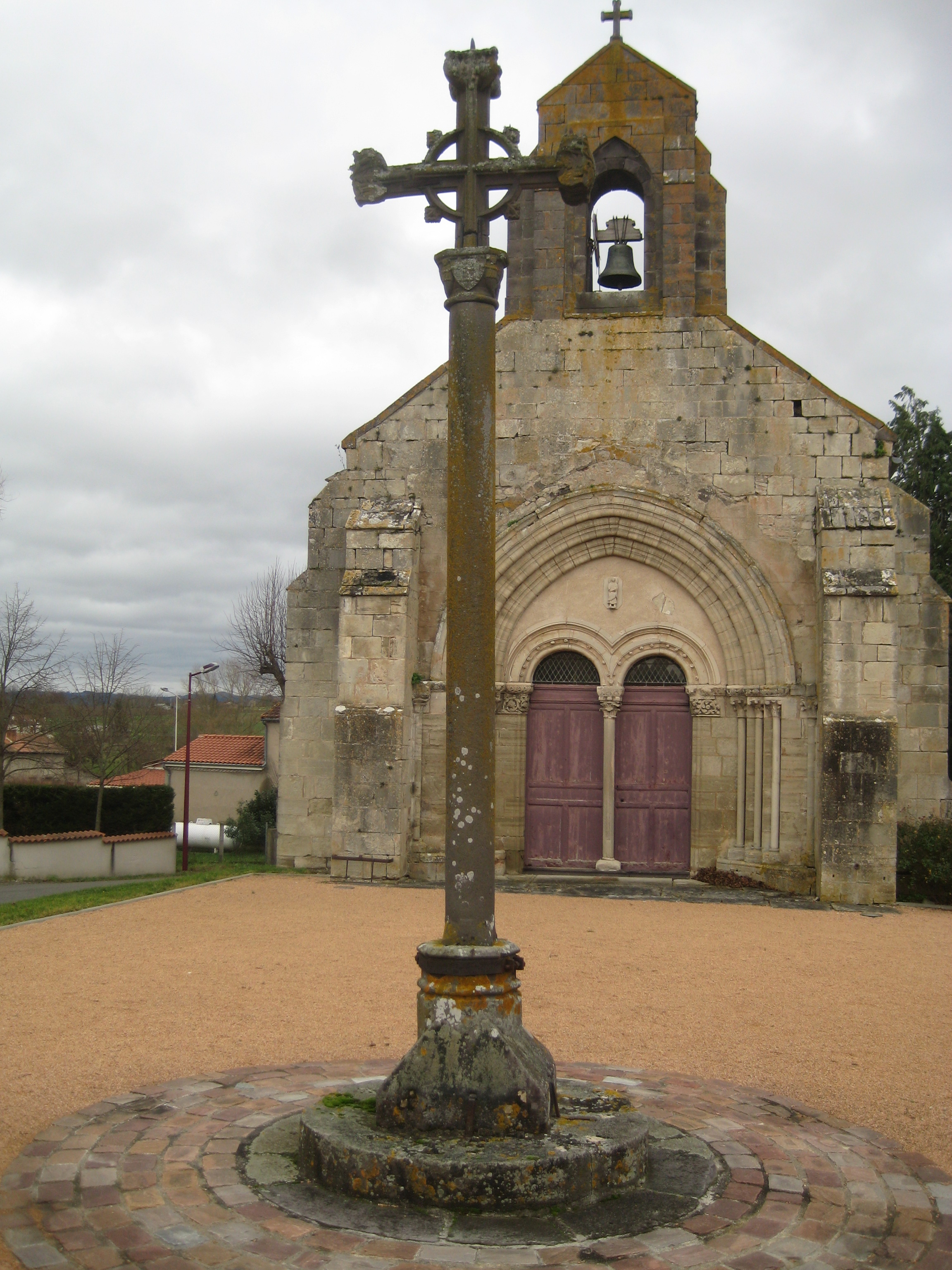
Wegekreuz und Kirche Notre-Dame in Barnazat